# Quarto Rapporto IPCC
Climate Change 2007, il Quarto Rapporto (AR4) del Gruppo intergovernativo sul cambiamento climatico, è il quarto di una serie di rapporti volti alla valutazione scientifica, tecnica e socio-economica delle informazioni riguardanti il cambiamento climatico, i suoi effetti potenziali e le possibili strategie di adattamento e mitigazione. Il rapporto è un riassunto dettagliato della situazione del cambiamento climatico, citando oltre 6.000 articoli scientifici sottoposti a revisione paritaria.
Sostituisce il Terzo rapporto del 2001 ed è stato sostituito dal più recente Quinto rapporto. La sintesi del rapporto presenta come "il riscaldamento del sistema climatico è inequivocabile, com'è evidente dalle osservazioni dell'aumento di temperatura media globale dell'aria e degli oceani" e sottolinea che "il maggior contributo all'aumento delle temperature globali media da metà del XX secolo sia molto probabilmente dovuto all'aumento nella concentrazione di gas serra di origine antropica".

## Sezioni
Il rapporto è diviso in quattro sezioni:
- Contributo del primo gruppo di lavoro (WGI): Climate Change 2007: The Physical Science Basis.
- Contributo del secondo gruppo di lavoro (WGII): Climate Change 2007: Impacts, Adaptation and Vulnerability.
- Contributo del terzo gruppo di lavoro (WGIII): Climate Change 2007: Mitigation of Climate Change.
- Contributo dei tre gruppi di lavoro (SYR): The Synthesis Report.

## Basi scientifiche (WGI)
Il rapporto WGI completo fu pubblicato nel marzo 2007 ed aggiornato a settembre dello stesso anno. Include un Sommario per i legislatori (SPM), pubblicato già a febbraio 2007, ed una sezione di Domande frequenti.
Questa sezione del rapporto, Climate Change 2007: The Physical Science Basis, valutava la conoscenza scientifica a proposito dei fattori umani e naturali che influenzavano il cambiamento climatico, nonché i cambiamenti osservati nel clima. In particolare veniva analizzata la capacità del mondo scientifico di attribuire i cambiamenti climatici alle varie cause e di sviluppare previsioni per i cambiamenti climatici futuri. Fu scritto da 676 autori da 40 nazioni, e sottoposto alla revisione di 625 esperti. Oltre 6000 articoli scientifici vennero citati. Inoltre prima di essere approvato, venne rivisto, riga per riga, da rappresentanti di 113 governi durante la decima sessione del WGI da gennaio a febbraio del 2007.
Sul tema del riscaldamento climatico e sulle sue cause, il sommario affermava che:
- "il riscaldamento del sistema climatico è inequivocabile"[5]
- "La maggior parte dell'aumento di temperatura media mondiale dalla metà del XX secolo è molto probabilmente dovuto all'osservato aumento delle concentrazioni di gas serra di origine umana"[6]

Molto probabilmente è qui utilizzato con il significato che la probabilità dell'evento, da un giudizio esperto, è superiore al 90%.

### Osservazioni
Questo rapporto include le misure dei cambiamenti del clima terrestre, tra le quali: la composizione atmosferica, la temperatura media terrestre, le condizioni degli oceani e numerose altre quantità.

#### Modifiche dell'atmosfera
Tra tutti i gas quelli più rilevanti in questo rapporto sono: l'anidride carbonica, il metano e l'ossido di diazoto, essendo questi dei gas serra in grado di rimanere nell'atmosfera a lungo. In merito il rapporto riporta alcune misurazioni:
- "L'anidride carbonica, il metano e l'ossido di azoto sono aumentati significativamente come effetto delle attività umane dal 1750 e ora superano di gran lunga i valori preindustriali"
- La quantità di CO2 nell'atmosfera nel 2005 (379 ppm) ha superato considerevolmente la variabilità naturale degli ultimi 650'000 anni (tra 180 e 300 ppm).
- La quantità di metano nell'atmosfera nel 2005 (1774 ppb) ha superato considerevolmente la variabilità naturale degli ultimi 650'000 anni (tra 320 e 790 ppb).
- La prima fonte dell'aumento di anidride carbonica è il consumo di combustibili fossili, ma lo sfruttamento della terra costituisce un contributo.
- La prima fonte dell'aumento di metano è molto probabilmente la combinazione di attività agricole umane e di fonti fossili. Quanto di ciascuna fonte non è stato ben determinato.
- La concentrazione di ossido di azoto è aumentata dai valori preindustriali di 270 ppb a 319 ppb nel 2005. Oltre un terzo di questo aumento è dovuto alle attività umane, principalmente l'agricoltura.

#### Riscaldamento del pianeta
Il rapporto sottolinea che giorni freddi, notti fredde e fenomeni di brina sono diventati meno frequenti. Giornate calde, notti calde e ondate di caldo sono diventate più frequenti. Inoltre:
- Undici dei dodici anni nel periodo 1995-2006 sono stati tra i 12 più caldi anni nelle registrazioni (dal 1880).
- Il riscaldamento negli ultimi 100 anni ha causato un aumento delle temperature medie mondiali di 0.74 °C. Questo è superiore di 0.6 °C rispetto ai 100 anni prima del terzo rapporto.
- È stato determinato che gli effetti delle isole di calore urbane sono trascurabili in queste misurazioni (meno di 0.0006 °C per decade sulla terraferma e zero sugli oceani).
- Le osservazioni dal 1961 mostrano che gli oceano hanno assorbito più dell'80% del calore aggiunto al sistema climatico, e che la temperatura degli oceani è aumentata fino a profondità di almeno 3000 m.
- "La temperatura media artica è aumentata a quasi il doppio della velocità negli ultimi 100 anni".
- È probabile che i gas serra avrebbero causato un maggiore riscaldamento di quello osservato se non fosse stato per gli effetti di aerosol di origine vulcanica e antropica.
- La temperatura media dell'emisfero boreale durante la seconda metà del XX secolo è molto probabilmente più alta che in qualunque altro cinquantennio negli ultimi 500 anni e probabilmente la più alta negli ultimi 1300 anni (includendo il Periodo caldo medievale e la Piccola era glaciale).

#### Ghiacci, neve, permafrost, piogge e oceani
Il Sommario per i legislatori (SPM) riporta un incremento nell'intensità dei venti, una riduzione dell'estensione del permafrost, ed un incremento sia degli eventi di siccità sia degli eventi di intense precipitazioni.
Inoltre riporta la riduzione nell'estensione media di ghiacciai e della copertura nevosa in entrambi gli emisferi.
La riduzione delle calotte glaciali sulla terra ferma in è stata valutata come molto probabile (>90%) ed è stato un fattore che ha contribuito all'innalzamento del livello del mare tra il 1993 e il 2003.
Il riscaldamento del mare causa un aumento nel volume specifico dell'acqua marina contribuendo all'innalzamento del livello dei mari.
Il livello dei mari è aumentato in media di 1.8 mm/anno tra il 1961 ed il 2003. L'aumento del livello tra il 1993 ed il 2003 è stato mediamente 3.1 mm/anno. Non è chiaro se questo sia un trend di lunga durata o un comportamento entro la variabilità.
Il ghiaccio antartico sul mare non ha espresso cambiamenti significativi, in linea con il mancato riscaldamento della regione.

#### Uragani
- C'è stato un aumento dell'intensità degli uragani nel nord dell'Atlantico dal 1970, e l'aumento è correlato all'aumento della temperatura della superficie del mare.
- L'aumento osservato nell'intensità degli uragani è maggiore rispetto alla predizioni del modelli climatici per i cambiamenti della temperatura della superficie marina osservati.
- Non c'è un trend chiaro nel numero degli uragani
- Sembra che in altre regioni l'intensità degli uragani sia aumentata, ma ci sono dubbi riguardo alla qualità dei dati in queste altre regioni
- C'è una probabilità superiore al 50% che ci sia qualche contributo antropogenico all'aumento dell'intensità degli uragani
- C'è una probabilità superiore al 66% che l'intensità degli uragani continuerà ad aumentare durante il 21º secolo

In una nota si chiarisce la probabilità superiore al 50% per il contributo umano in quanto "La magnitudine dei contributi antropogenici non è stata valutata. L'attribuzione di questi fenomeni è basata sulla valutazione di esperti piuttosto che su uno studio formale di attribuzione alla causa".

### Fattori scaldano o raffreddano il pianeta

Cambiamento nei contributi del forzante radiativo tra il 1750 ed il 2005.

Il quarto rapporto descrive gli effetti di riscaldamento e raffreddamento sul pianeta nei termini del forzante radiativo. Il rapporto mostra in dettagli i contributi individuali di riscaldamento del pianeta, come l'incremento di concentrazione i l'anidride carbonica, metano, ossidi di azoto e altri fattori antropogenici di riscaldamento, e gli effetti legati all'attività solare. Inoltre mostra anche gli effetti di raffreddamento del pianeta come l'effetto del particolato, del cambio di uso della terra e altre attività umane. Tutti i valori sono riferiti al cambiamento rispetto alla situazione pre-industriale.
- La forzante radiativa legata alla sommatoria di tutte le attività umane è intorno a +1.6 W/m²
- La forzante radiativa legata all'attività solare dal 1750 è di circa +0.12 W/m²
- La forzante dovuta alla concentrazione di gas serra molto probabilmente (>90%) sta aumentando molto più velocemente nel periodo considerato (1750-presente) rispetto a qualunque altro momento degli ultimi 10'000 anni.

### Sensibilità del clima
La sensibilità del clima è definita come la variazione della temperatura media globale a seguito di variazioni nella forzante radiativa causate, ad esempio, dalla variazione di certi gas come l'anidride carbonica. 
A seguito del raddoppio della concentrazione di CO2 nell'atmosfera è probabile che la temperatura della superficie aumenti tra i 2 ed i 4.5 °C, con un valor medio intorno a 3 °C. Questo intervallo di valori non è la proiezione dell'aumento di temperatura che vedremo nel XXI secolo. Questo perché la concentrazione della CO2 nel futuro non è nota e gli altri fattori di feedback della temperatura non sono completamente conosciuti.

### Citazione dal sommario per i legislatori del WGI
- "Sia le passate sia le future emissioni antropogeniche di CO2 continueranno a contribuire al riscaldamento ed all'innalzamento del livello del mare per oltre un millennio, a causa delle tempistiche richieste per la rimozione di questi gas dall'atmosfera"

## Impatto, adattamento e vulnerabilità (WGII)
Il sommario per i legislatori di questo gruppo di lavoro fu pubblicato il 6 aprile 2007, mentre l'intero rapporto venne pubblicato il 18 settembre 2007.
Il II gruppo di lavoro affermo che "prove da tutti i continenti e da tutti gli oceani mostrano che molti sistemi naturali stanno subendo effetti a causa di cambiamenti climatici locali, in particolare rispetto all'incremento di temperatura"

### Proiezioni
In questa sezione il secondo gruppo di lavoro descrive alcuni degli eventi da attendersi nel secolo, basandosi su studi e proiezioni di modelli.

#### Cibo
Si prevede con una media confidenza che globalmente la potenziale produzione di cibo aumenterà per incrementi di temperatura di 1-3 °C, ma si ridurrà per incrementi di temperatura maggiori.

## Critiche
Questo rapporto è stato soggetto a numerose critiche. Gli scettici del cambiamento climatico ritenevano la loro posizione troppo poco inclusa nel rapporto, altri ritenevano le stime sui danni all'ambiente erano troppo conservative. Inoltre alcune critiche sono state mosse verso alcune stime per il futuro.
La maggior parte degli esperti nel settore ritiene tuttavia che seppur siano presenti alcuni errori da correggere nei modelli, questi non vanno a compromettere il risultati finale del rapporto: il clima sta cambiando a causa dell'aumento di gas serra principalmente di origine antropica.